# Fleet submarine

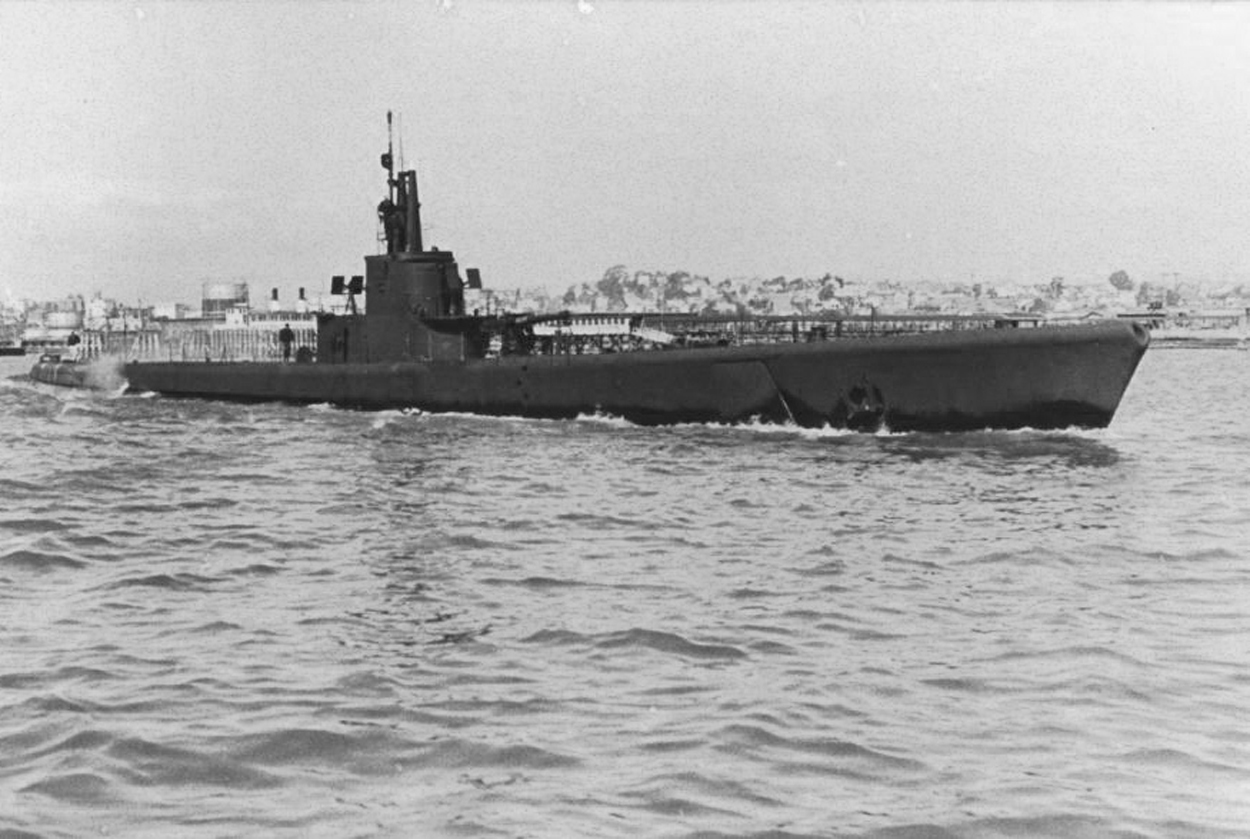
USS „Harder” (SS-257) fleet submarine typu Gato; jeden z najskuteczniejszych okrętów podwodnych wojny na Pacyfiku

Fleet submarine (mniej formalnie: fleet boat, okręt podwodny floty) – grupa typów dużych oceanicznych okrętów podwodnych budowanych w okresie międzywojennym i podczas II wojny światowej przede wszystkim w Stanach Zjednoczonych, konstruowanych pod kątem ich zdolności do współdziałania z zespołami ciężkich okrętów nawodnych. Podstawowymi założeniami idei okrętów podwodnych floty były zasięg i prędkość nawodna dorównujące prędkości i zasięgowi działania pancerników i lotniskowców, dzięki czemu mogły one operować w zespołach z jednostkami nawodnymi. W tym sensie – dzięki swoim możliwościom technicznym – fleet submarines wpisywały się w strategię Stanów Zjednoczonych i Wielkiej Brytanii opartą na doktrynie Mahana.
Idea okrętów podwodnych przeznaczonych do współdziałania z ciężkimi jednostkami nawodnymi po raz pierwszy doczekała się realizacji w budowie brytyjskich okrętów podwodnych typu K w drugiej dekadzie XX wieku. Niedostatki ówczesnej technologii napędu uniemożliwiły jednakże ich zastosowanie zgodnie z przeznaczeniem, toteż koncepcja ta nie była dalej realizowana w Zjednoczonym Królestwie. Także strategia walnej bitwy morskiej z okrętami marynarki amerykańskiej, której aż do końca wojny hołdowała marynarka japońska, zakładała wykorzystanie dużych i szybkich okrętów podwodnych o wielkim zasięgu, do zniszczenia dużej liczby amerykańskich okrętów ciężkich, zanim dojdzie do rozstrzygającego starcia sił nawodnych na wzór bitwy cuszimskiej z 1905 roku.
Pierwszym amerykańskim okrętem podwodnym floty był zwodowany w 1935 roku USS „Porpoise” (SS-172) typu Porpoise, zastąpionego następnie w budowie przez typ Salmon, a później przez wojenne typy Tambor, Mackerel, Gato i Balao, aż po typ Tench, którego budowę zakończono w 1946 roku. Zniszczenie większości amerykańskich okrętów ciężkich w Pearl Harbor przekreśliło przedwojenne plany operacyjnego wykorzystania jednostek podwodnych na wypadek wojny, toteż okręty podwodne zbudowane do kooperacji z pancernikami skierowane zostały do samodzielnych działań o charakterze korsarskim na liniach komunikacyjnych imperium japońskiego. Podczas prowadzonych w latach 1941–1945 działań podwodnych na Pacyfiku, dzięki swojemu zasięgowi i prędkości, przy wsparciu radaru skutecznie odcięły Japonię od niezbędnych jej do prowadzenia wojny na Pacyfiku surowców i żywności, walnie wpływając na wynik wojny na Pacyfiku.
Ostatecznie, okręty podwodne floty z różnych względów rzadko były wykorzystywane zgodnie z pierwotną ideą ich powstania – jeden z nielicznych przykładów stanowi zespół bitew morskich pod Leyte, gdzie amerykańskie fleet boats osiągnęły pewne sukcesy – zasadniczo jednak z sukcesem w marynarce amerykańskiej i bez powodzenia w marynarce imperialnej były wykorzystywane do innych celów. Ostatecznie erę okrętów podwodnych floty zakończył zanik okrętów liniowych po II wojnie światowej, z którymi miały pierwotnie współpracować.

## Geneza

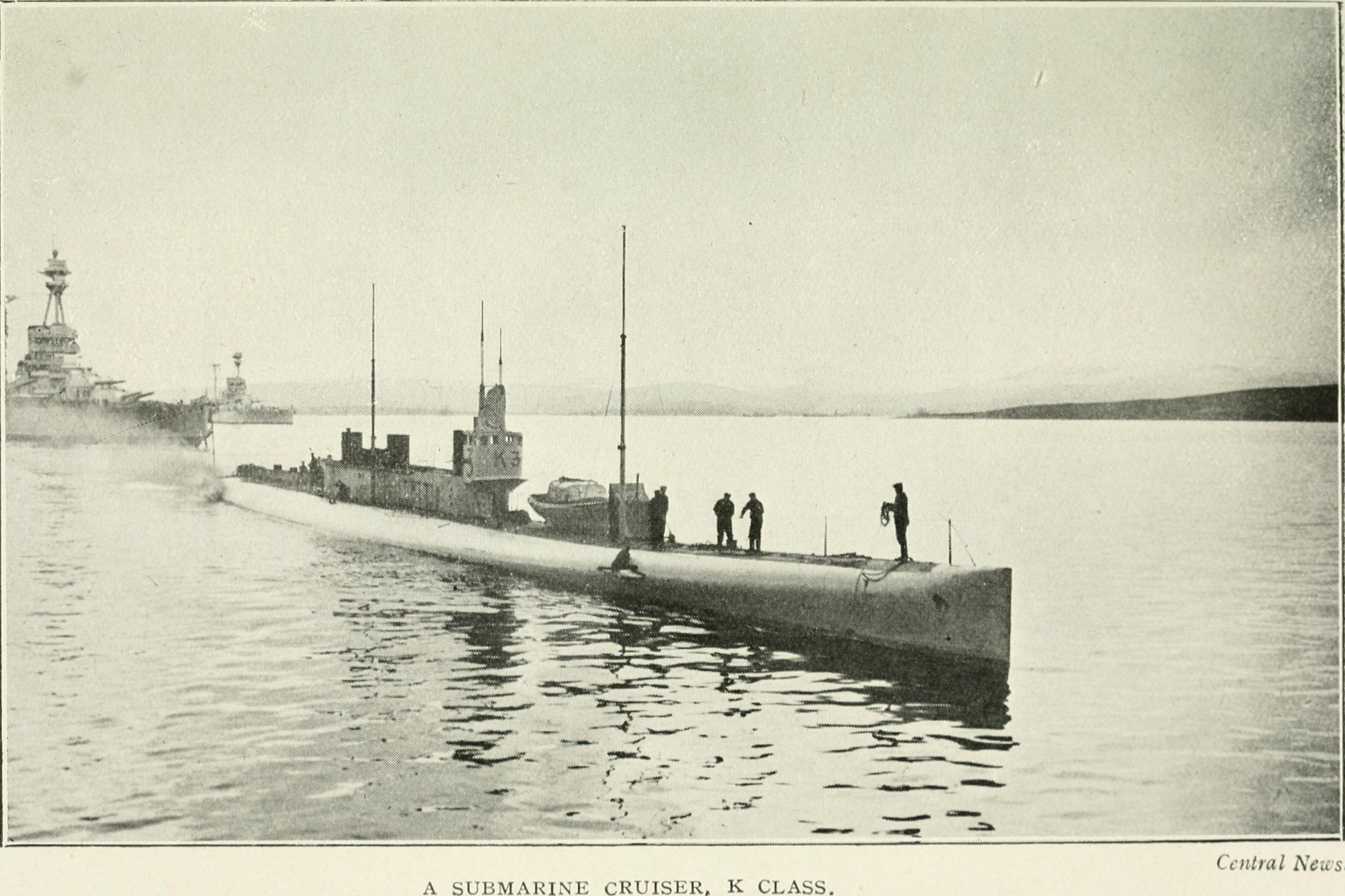
Rok 1919, brytyjski okręt podwodny typu K
w zespole z ciężkimi okrętami nawodnymi

Po niepowodzeniu brytyjskich zabiegów podczas konferencji waszyngtońskiej o całkowity zakaz produkcji i używania okrętów podwodnych, traktat waszyngtoński z 1922 roku de facto sformalizował koniec brytyjskiej supremacji morskiej. Nawet brytyjskie zabiegi o wyrzeczenie się przez państwa prowadzenia nieograniczonej wojny podwodnej przeciw żegludze morskiej nie były do końca skuteczne, wobec odmowy podpisu ze strony Francji pod deklaracją w tym zakresie. Jednocześnie ogromne zadłużenie Wielkiej Brytanii po zakończeniu I wojny światowej sprawiło, że kraj ten nie był w stanie konkurować w rozbudowie floty ze Stanami Zjednoczonymi.

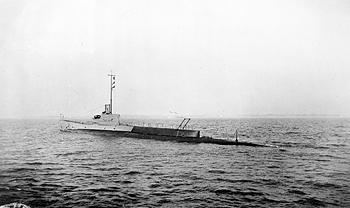
HMS „Thames” (N71) typu River – pierwszego udanego brytyjskiego typu okrętu podwodnego floty

Z tego też względu Wielka Brytania zmuszona była zaakceptować amerykańską propozycję podziału limitów wielkości floty między trzy główne potęgi morskie – USA, Wielką Brytanię i Japonię – w stosunku odpowiednio 5:5:3. Stosunek ten postawił jednak Wielką Brytanię w słabszej pozycji wobec Japonii w razie zaangażowania Royal Navy w jednoczesne działania wojenne na Atlantyku, Morzu Śródziemnym i na Dalekim Wschodzie. Nabierało to tym większego znaczenia, że swoje ambicje morskie miały także Francja i Włochy, które zaczęły rozbudowywać swoje floty podwodne z zamiarem użycia ich do ewentualnej redukcji brytyjskiej floty nawodnej do poziomu, w którym ich własne siły nawodne mogły stoczyć wyrównaną walkę. Tymczasem Admiralicja brytyjska wciąż wierna była doktrynie, zgodnie z którą trzon floty stanowią pancerniki. W ramach jej realizacji, rozpoczęto budowę okrętów podwodnych typu Odin, a następnie ich ulepszonych wersji – typów Parthian i Rainbow, które z założenia miały wiązać japońską flotę, zanim ciężkie okręty nawodne z Morza Śródziemnego i wysp brytyjskich byłyby w stanie przybyć na Daleki Wschód. Dopiero jednak jednostki typu River stanowiły udane odrodzenie powstałej podczas I wojny światowej koncepcji okrętów podwodnych wystarczająco szybkich, aby mogły współpracować z pancernikami. Oryginalnie zaplanowane do tej roli jednostki typu K z napędem parowym na powierzchni, okazały się techniczną katastrofą, zaś sama idea takich okrętów była w tym czasie fundamentalnie błędna. Jak bowiem wskazują nawet pobieżne analizy taktyczne, napęd parowy na powierzchni z dużej odległości zdradzał pozycję atakującego okrętu, a przy niewielkiej prędkości podwodnej, okręty tego typu w zanurzeniu miały znikome szanse na zajęcie pozycji dogodnej do ataku na okręt liniowy. Gdy zaś w pierwszej połowie lat 30. zwodowano pierwsze trzy jednostki udanego typu River o napędzie diesel-elektrycznym, zapewniającym na powierzchni prędkość 22 węzłów, Royal Navy zmieniła swą politykę i zarzuciła koncepcję okrętów podwodnych floty. Nie zmieniła jej jednakże Francja, która aż do swojej klęski w 1940 roku postrzegała swoje okręty podwodne w pierwszej mierze jako przeznaczone do współdziałania z okrętami liniowymi, zwłaszcza na Morzu Śródziemnym.

## Amerykańskie fleet boats

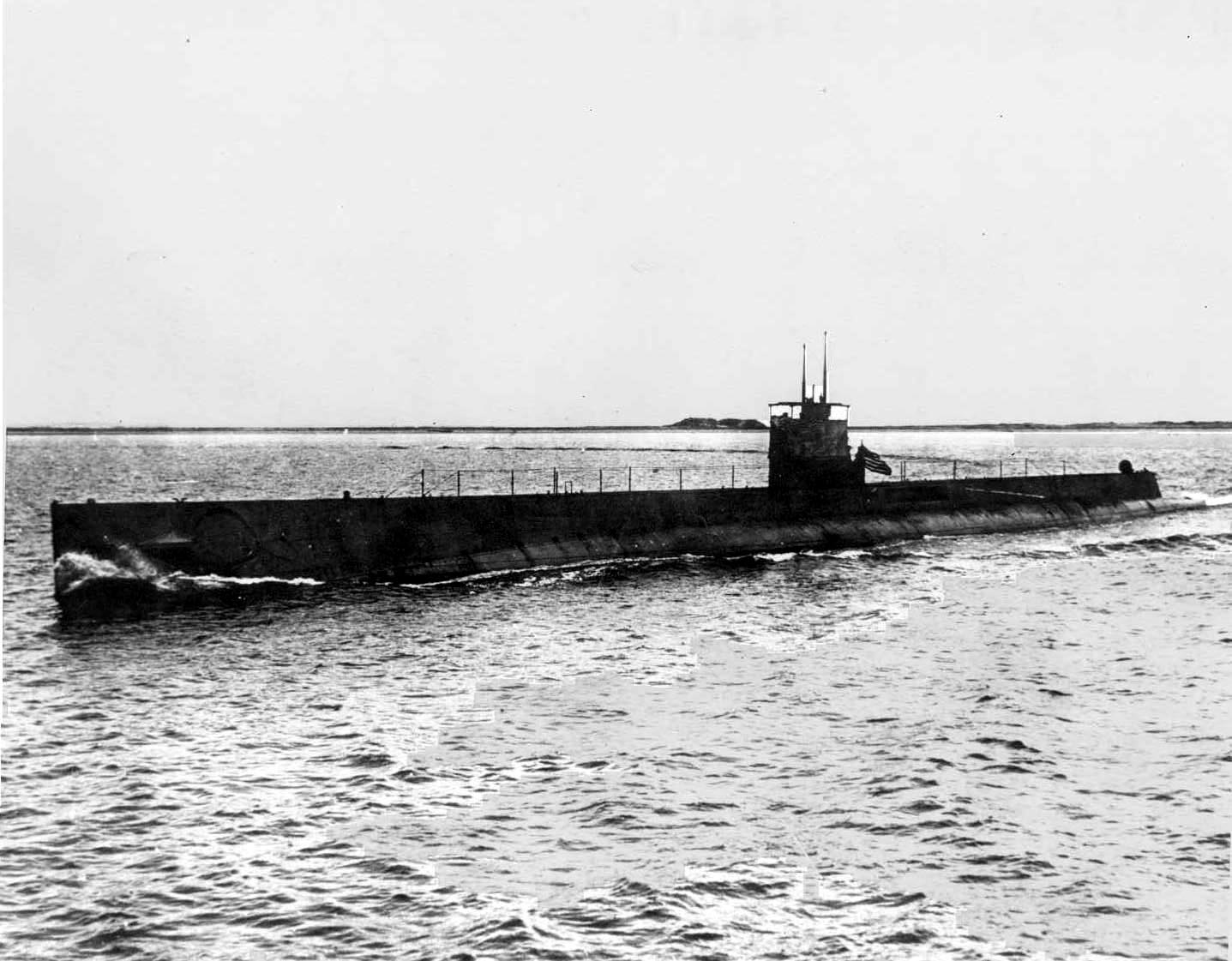
USS T-1 (SS-52) typu T

Początki amerykańskiego zainteresowania okrętami podwodnymi wystarczająco szybkimi, aby mogły współpracować z zespołami pancerników, sięgają czasów poprzedzających I wojnę światową. Pewien wpływ na amerykańskie prace w tym zakresie były docierające do General Board nieprawdziwe informacje, że prace nad podobnymi okrętami prowadzone są w Wielkiej Brytanii, Francji, Niemczech i w Rosji. Budowa amerykańskiego prototypu została autoryzowana w 1914 roku, jednak opóźnienia w konstrukcji jednostki, a następnie budowy spowodowały, że pierwsza jednostka typu S została zbudowana dopiero w 1920 roku, kiedy była już przestarzała i przy wyporności 800 ton zbyt mała na przestrzenie Pacyfiku. Podobnie – uważane ówcześnie za fleet submarine – ukończone w tym samym czasie jednostki typu T, które otrzymały wprawdzie udany kadłub, miały zbyt skomplikowaną siłownię, uważaną za zawodną.
Rozczarowanie jednostkami typu S doprowadziło do powołania Submarine Officers′ Conference, forum dyskusyjnego oficerów i ekspertów technicznych z Bureau of Construction and Engineering, które miało zająć się koncepcjami okrętów podwodnych i stać się ciałem koordynującym ich budowę. Efektem jego prac było powstanie koncepcji okrętu podwodnego, którego szczególnymi cechami były duża manewrowość, dobre warunki mieszkalne, niezawodność siłowni i ekonomiczność w produkcji masowej. Konferencja stanowiła najważniejszy element mechanizmu kierującego rozwojem tej klasy okrętów w Stanach Zjednoczonych, a witalną jej częścią był kmdr por. Charles Lockwood – późniejszy głównodowodzący flotą podwodną na Pacyfiku. Dowodzący dywizjonem jednostek tej klasy Lockwood, był pierwotnie reprezentantem w Konferencji oficerów służących na okrętach podwodnych, a od 1938 roku był przewodniczącym Konferencji.

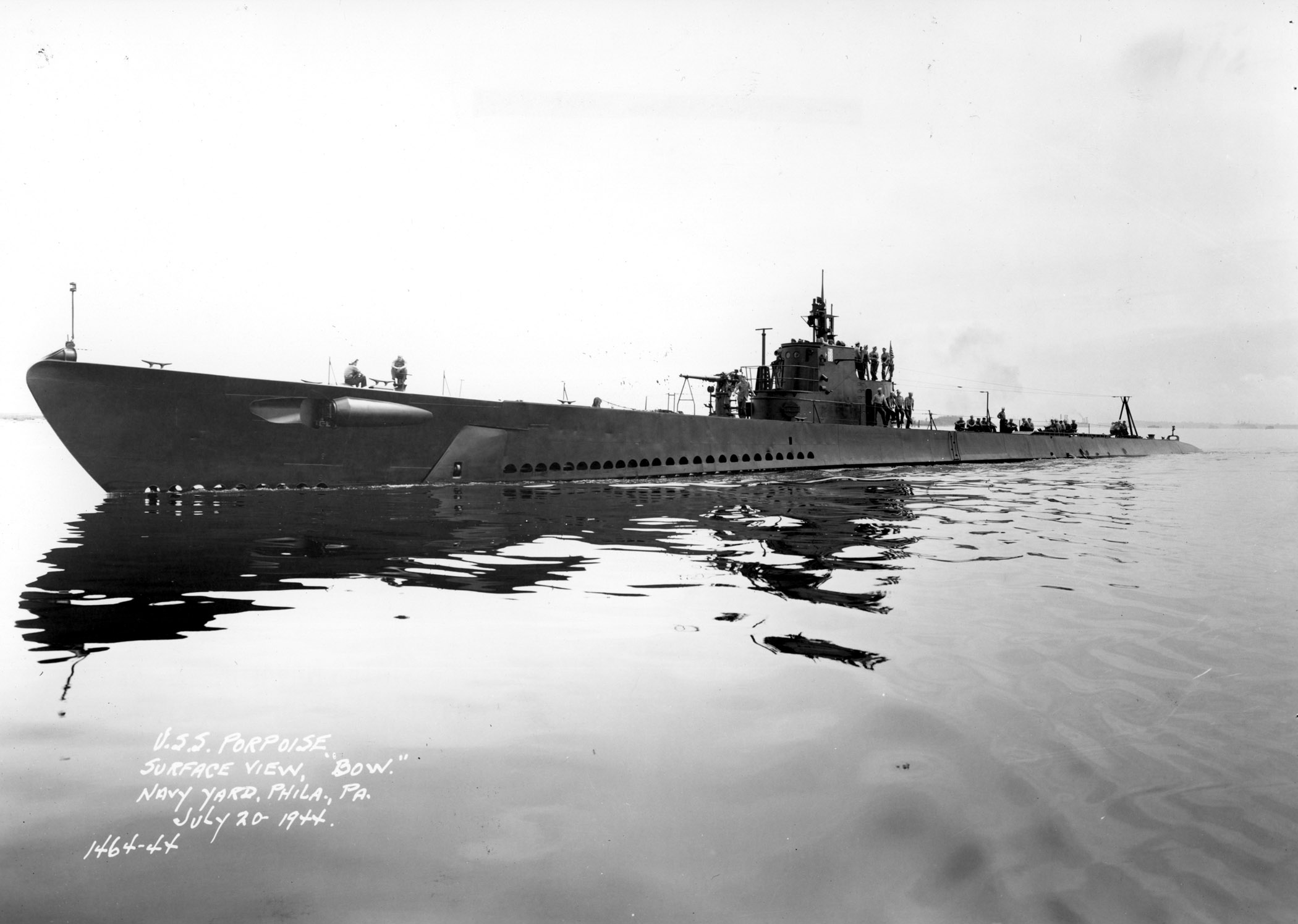
USS „Porpoise” (SS-172) typu Porpoise – pierwszy oficjalnie uznany fleet submarine

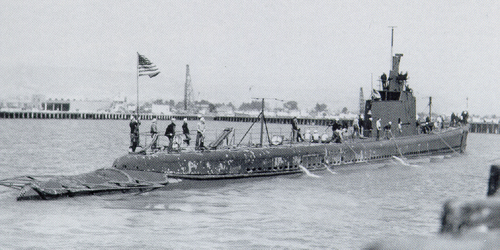
Jeden z najsłynniejszych amerykańskich fleet boats II wojny światowej USS „Wahoo” (SS-238), typu Gato

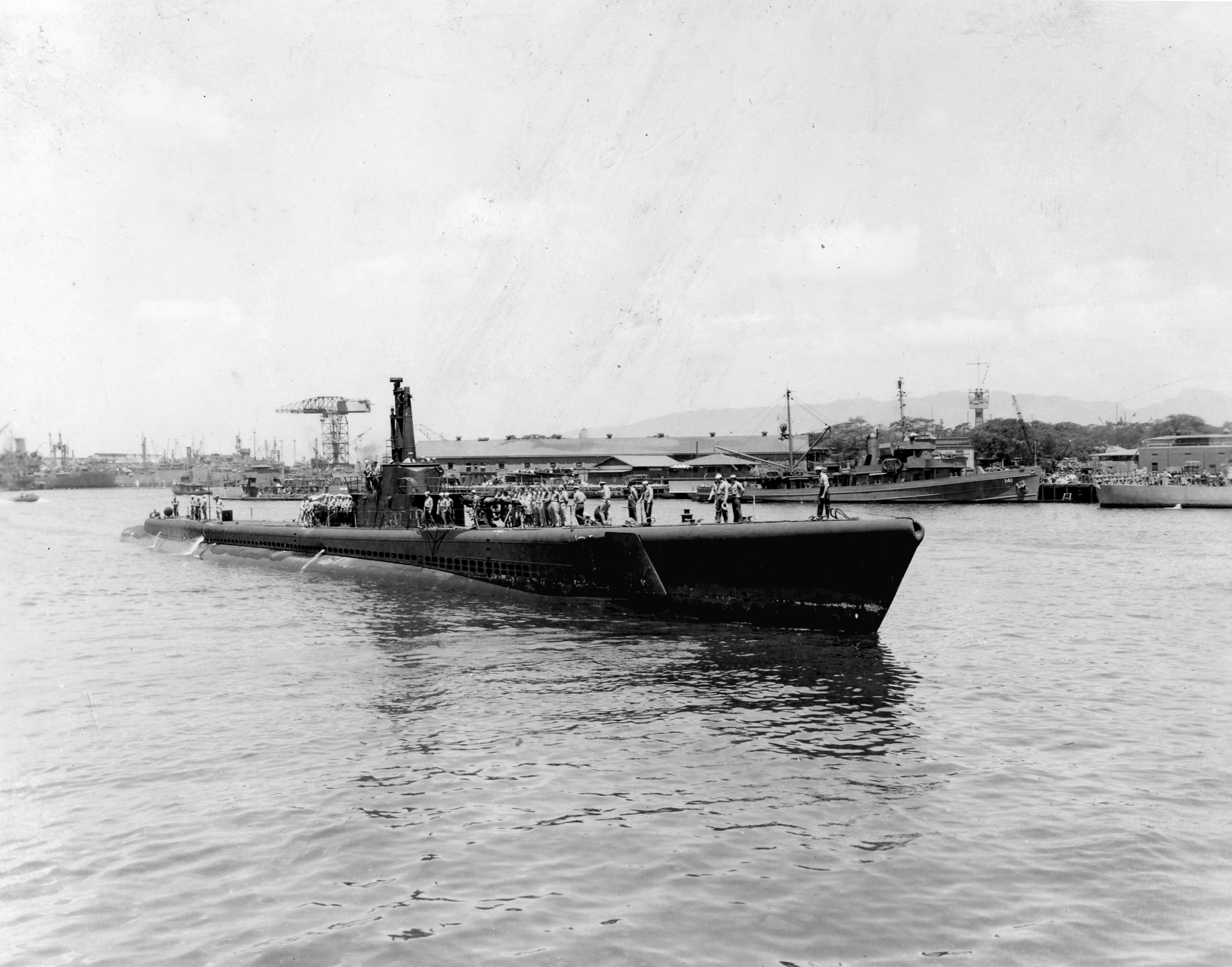
Oficjalnie najskuteczniejszy w wielkości zatopionego tonażu fleet submarine wojny podwodnej na Pacyfiku USS „Tang” (SS-306) typu Balao

Pierwszym oficjalnie uznanym za fleet submarine był zwodowany 20 czerwca 1935 roku USS „Porpoise” (SS-172) typu Porpoise. Wyposażony w cztery duże silniki wysokoprężne okręt podwodny o długości 86,26 metra, miał całkowicie elektryczny napęd, z silnikami Diesla napędzającymi na powierzchni generatory elektryczne (te zaś silniki elektryczne), nie zaś bezpośrednio śruby. Amerykańskie fleet boats powstały w drodze ewolucji, nowy typ powstawał w drodze znacznych modyfikacji typu poprzedzającego. Z jednostek typu Porpoise wyewoluowała konstrukcja typu Salmon, na bazie której powstały jednostki Tambor – pierwszego dojrzałego wojennego typu fleet submarine, wyposażonego w radar. Podobnie do niemieckich U-Bootów, amerykańskie fleet boats miały typowe dla nowoczesnych okrętów nawodnych ostre zakończenie dziobu ułatwiające pływanie z dużą prędkością na powierzchni, długą prostą linię pokładu w kierunku rufy, oraz niski kiosk umieszczony w przedniej części śródokręcia. Jednostki typu Porpoise wyposażone były w 6 wyrzutni torpedowych kalibru 533 mm: cztery na dziobie i dwie na rufie. W kolejnych typach uzbrojenie torpedowe ulegało wzmocnieniu, zwiększeniu podlegała też liczba wyrzutni – jednostki Tambor i – podstawowego wojennego typu – Gato, dysponowały już 10 wyrzutniami – sześcioma na dziobie i czterema na rufie, dla 24 zabieranych torped. Wyposażenia dopełniało 3-calowe działo, zamienione następnie na działo kalibru 5 cali, o wysokim kącie podniesienia, z możliwością prowadzenia także ognia powierzchniowego. Energię dla wszystkich jednostek zapewniały cztery silniki Diesla, pracujące jako generatory elektryczne, zapewniające energię dla silników elektrycznych napędzających dwa wały, dzięki którym jednostki mogły osiągnąć 20 węzłów na powierzchni.
Jednostki fleet submarine były dużymi okrętami o wyporności nawodnej większej niż 1300 ton, a w przypadku większości typów nawet większej niż 1500 ton, których maksymalna prędkość nawodna przekraczała zwykle 20 węzłów, z dużą liczbą dziobowych i rufowych wyrzutni torpedowych. Szczególną cechą okrętów amerykańskich były bardzo wysokie jak na tę klasę okrętów warunki socjalne. Począwszy od typu Tambor, standardem była dobrze wyposażona kuchnia, osobna mesa ze stołami oraz kwatery do snu. Na każdym okręcie znajdowały się także prysznice, a nawet automaty do wytwarzania lodów oraz Coca-Coli. Praktycznym rozwiązaniem okazał się także system klimatyzacji całego okrętu, gdyż bez kontroli jakości powietrza wewnątrz kadłuba – w warunkach środkowego Pacyfiku oraz Oceanu Indyjskiego – w zanurzeniu temperatura szybko wzrastała do 100° F (38 °C), zaś wilgotność sięgała 100%.
| Typ      | Numery kadłuba              | Projekt | Prototyp | Okręty | Wodowanie | Służba    | Wyporność (ton) | Długość (metrów) | Prędkość (węzłów) | Wyrzutnie | Działa (mm) | Załoga | Zanurzenie testowe (metrów) |
| -------- | --------------------------- | ------- | -------- | ------ | --------- | --------- | --------------- | ---------------- | ----------------- | --------- | ----------- | ------ | --------------------------- |
| Porpoise | SS-172 do 181               |         | Porpoise | 10     | 1935–1937 | 1935-1945 | 1330/1965       | 86,26            | 17/8              | 4/2 × 533 | 1 × 76      | 56     | 76                          |
| Salmon   | SS-182 do 187               | EB209A  | Salmon   | 6      | 1937–1938 | 1937–1946 | 1458/2233       | 94               | 21/9              | 4/4 × 533 | 1 × 101     | 70     | 76                          |
| Sargo    | SS-188 do 197               | EB212C  | Sargo    | 10     | 1938–1939 | 1939–1946 | 1450/2350       | 94,64            | 21/8,75           | 4/4 × 533 | 1 × 101     | 70     | 76                          |
| Tambor   | SS-198 do 203 SS-206 do 211 | EB230A  | Tambor   | 12     | 1939–1941 | 1940–1946 | 1499/2410       | 93,62            | 20/9              | 6/4 × 533 | 1 × 76      | 79     | 76                          |
| Mackerel | SS-204 do 205               | EB231A  | Mackerel | 2      | 1940–1941 | 1941–1945 | 838/1209        | 74,1             | 16/11             | 4/2 × 533 | 1 × 76      | 42     | 76                          |
| Gato     | SS-212 do 284               | b.d.    | Gato     | 73     | 1941–1943 | 1943–1969 | 1550/2460       | 95               | 20,25/10          | 6/4 × 533 | 1 × 76/101  | 80     | 91                          |
| Balao    | SS-285 do 416               | GOVT    | Balao    | 122    | 1942-1947 | 1943–1975 | 1550/2460       | 95               | 20,25/10          | 6/4 × 533 | 1 × 76/101  | 80     | 122                         |
| Tench    | SS-417 do 550               | GOVT    | Tench    | 31     | 1944-1946 | 1944–1975 | 1595/2455       | 95               | 20,25/10          | 6/4 × 533 | 1 × 127     | 81     | 122                         |

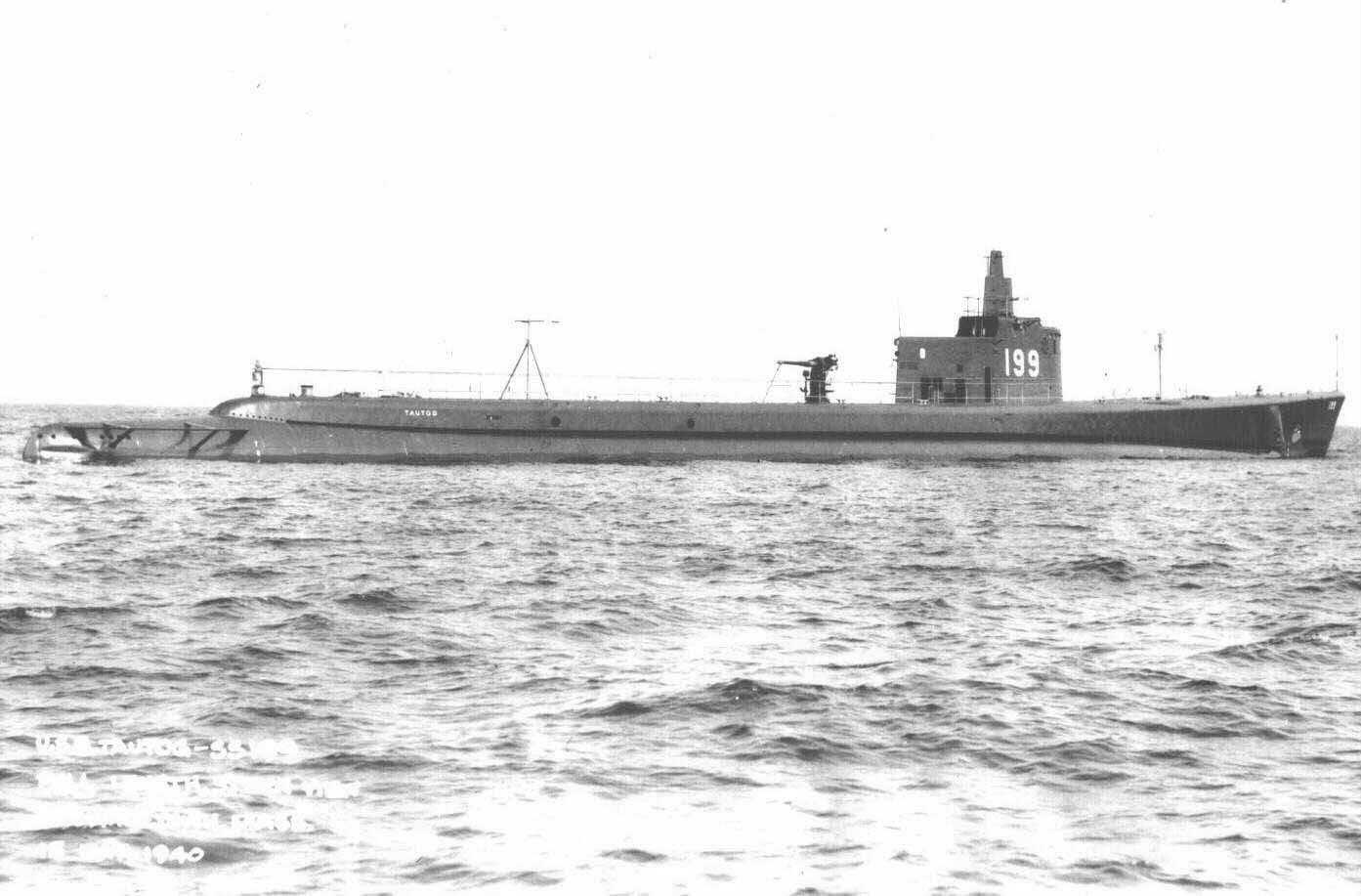
Najskuteczniejszy, wg raportu JANAC, w liczbie zatopionych jednostek USS „Tautog” (SS-199), typu Tambor

Amerykańskie okręty znacznie przewyższały współczesne im i opracowane na ten sam teatr wojenny przeciw temu samemu przeciwnikowi brytyjskie jednostki typu T. Dodatkowe 500 ton wyporności przekładały się na o około 5 węzłów wyższą prędkość nawodną, ponad 6000 mil zasięgu przy prędkości marszowej i 24 zamiast 16 zabieranych torped. Inną przewagą amerykańskich fleet submarines był elektro-mechaniczny Torpedo Data Computer (TDC), zapewniający ciągłe wskazywanie względnych pozycji wobec siebie celu i okrętu podwodnego, wraz z bieżącym rozwiązaniem problemu trójkąta torpedowego, dodatkowo zaś TDC aktualizował żyroskop każdej torpedy w wyrzutni w stosunku do każdej zmiany kursu okrętu podwodnego, co pozwalało dowódcom okrętów na wystrzelenie torpedy w dowolnej chwili, niezależnie od kąta ustawienia jego jednostki w stosunku do pozycji celu. TDC zasilany był danymi z przetworników ultradźwiękowych zbliżonych do brytyjskiego Asdicu (który w siłach amerykańskich zwany był sonarem), z peryskopu oraz z radaru. Duże fleet submarines na Pacyfiku zapewniały amerykańskiej marynarce olbrzymi potencjał bojowy; i mimo że ustępowały niemieckim okrętom podwodnym tego czasu w optyce, silnikach Diesla i przystosowaniu kadłuba sztywnego do osiągania dużych głębokości, na Pacyfiku przewyższały okręty każdego z przeciwników w stopniu porównywalnym do tego w jakim drednoty przewyższały przeddrednoty. Ostatecznie dzięki przyjętej przez amerykańską flotę podwodną strategii prowadzenia wojny na Pacyfiku oraz swoim właściwościom taktyczno-technicznym, fleet submarines zdołały odciąć Cesarstwo Wielkiej Japonii od jego źródeł zaopatrzenia, co nie udało się okrętom niemieckim wobec Wielkiej Brytanii, a w konsekwencji przyśpieszyły zwycięstwo amerykańskie w wojnie z Japonią. Wkrótce potem jednak Amerykanie rozpoczęli swój program napędu jądrowego, a okręty liniowe przeszły do przeszłości, wraz z nimi zaś koncepcja fleet submarines. Ostatnie fleet boats zakończyły swoją służbę w amerykańskiej flocie wraz z wycofaniem z użytku jednostek typu Tench, jednak w kilku marynarkach wojennych na świecie amerykańskie jednostki fleet boats pełniły służbę jeszcze przez wiele dziesięcioleci.